# غوبرنيه شيرنكوف
غوبرنيه شيرنكوف((بالروسية: Черниговская губернія)‏); (نقحرة: شيرنكوفسكايا غوبرنيه), المعروف أيضا بحكومة شيرنكوف, كان غوبرنيه تاريخي في شرق أوكرانيا آنذاك في الإمبراطورية الروسية أنشئ رسميا في 1802 بعد حل غوبرنيه مولوروسيا و كانت عاصمته شيرنيكوف. حدوده الحالية تقع في أوبلاست شيرنيهيف وجزء من أوبلاست سومي وأوبلاست كييف في أوكرانيا و أغلب مساحة بريانسك أوبلاست في روسيا. احتوى الغوبرنيه على 15 اويزد.
- بورزنا - Борзна,
- هلوكيف - Глуковъ,
- هورودنيا - Городня,
- كوزليتس - Козелецъ,
- كونوتوب - Конотопъ,
- كروليفتس - Кролевецъ,
- نزهين- Нѣжинъ,
- نوفورود-سيرزكي - Новгород-Северскiй,
- أوستر - Остеръ,
- سوسنيتسا - Сосница,
- شيرنيكوف - Черниговъ,
- مغلين - Мглинъ,
- نوفوزايبكوف - Новозыбковъ,
- ستارودوب - Стародубъ,
- سوراج - Суражъ.

امتد غوبرنيه شيرنكوف على مساحة 52,396 كلم مربع وكان به 2,298,000 نسمة حسب تعداد الإمبراطورية الروسية في 1897. في 1914 كانت الساكنة تقدر ب 2,340,000 نسمة. بعد تشكيل الجمهورية الاشتراكية الأوكرانية تم تقسيم المنطقة حسب الحدود الإثنية حيث كانت الاويزدات الشمالية بها أوكرانيون-بيلاروس-روس وتم نقلهم إلى الجمهورية الاشتراكية الروسية في 1926 نحو بريانسك أوبلاست.
في 1925 أصبحت المنطقة الباقية من الغوبرنيه جزءا من أوكراغات غلوكوف وكونوتوب و نيزهن وشيرنيكوف.

## الوصلات الخارجية
- و ح ب - معلومة
- غوبرنيه شيرنكوف
- غوبرنيه شيرنكوف - شعارات تاريخية (أوكرانية)/(إنجليزية)
- غوبرنيه شيرنكوف - Article in the موسوعة أوكرانيا